# Canal de Behm
El canal de Behm (del inglés: 'Behm Canal') es un canal marino localizado en el archipiélago Alexander, en la costa del océano Pacífico del noroeste de Norteamérica. El canal, de unos 174 km, separa la isla de Revillagigedo de la parte continental por tres de sus vientos.
Administrativamente, el canal y sus costas forman parte del estado de Alaska de los Estados Unidos. 

## Geografía
El canal de Behm parte, en su extremo meridional, del canal de Revillagigedo y finaliza, tras un recorrido de unos 174 km que describe casi un bucle, en aguas del estrecho Clarence. Sus límites son siempre la isla de Revillagigedo y el continente. El canal arranca desde el tramo central del canal de Revillagigedo, en su margen occidental, frente a la pequeña isla Mary. Su boca tiene unos 11 km, que en seguida se reducen, a menos de 6 km, a unos 4 km, más o menos la anchura media  (3-6 km) en todo su recorrido. El canal se dirige primero en dirección NNE y tras recorrer unos 20 km se alcanza un tramo en el que se ensancha, alrededor de la pequeña isla Smeaton. En la margen continental, frente a la isla, en la bahía Smeton, arranca un pequeño entrante de unos 25 km de fondo que finaliza en el Wilson Arm y el Bakewell Arm. Tras dejar atrás la isla Smeaton el canal se encamina en dirección totalmente norte, dejando en la margen derecha la pequeña isla Winstanley. Se abre luego por la margen continental un nuevo entrante, el Rudyerd Bay, que se interna describiendo varias curvas unos 24 km en el continente. En la otra margen del canal, en la parte insular, se encuentran las pequeñas bahías de Sargent y Manzanita. Sigue el canal hacia el norte, virando poco a poco hacia el NNO, encontrándose en este trecho varios pequeños entrantes, como el Wlaker Cove y la desembocadura del río Chickamin.
Luego el canal, tras más de 100 km de rumbo norte, cambia abruptamente de dirección, con un ángulo de casi 90°, volviéndose hacia el EES, y dejando en esta ocasión el continente, la península de Cleveland, por su margen noroccidental. Este cambio de dirección continua por la margen continental con la bahía Boroughs, de unos 15 km de fondo y una anchura media de unos 2,0 km. Siguiendo el canal de Behm hacia el este, se encuentra en la margen derecha, ahora la margen continental, la isla Bell, de unos 14 km, que es bordeada por el Bell Arm. Este es el tramo más estrecho del canal, de unos 13 km, en que llega a reducirse a menos de medio kilómetro en un corto tramo. Se abre luego, por la parte insular, el Hassler Pass, y al poco se encuentra la pequeña isla Black (casi pegada a la isla Hassler, otra isla costera, algo mayor, de la isla de Revillagigedo, de la que está separada por el ya mencionado Hassler Pass-Gedney Pass). Nuevamente el canal de Behm, tras más de 35 km avanzando hacia oriente, cambia repentinamente de dirección, llegando a una zona en la que hay varios ensanchamientos, como la bahía Spacious y el Gedney Pass. Luego el canal se vuelve en dirección sur, en un tramo en el que se encuentran, en la parte insular, la bahía Neets, Traitors Cove y la bahía Moser, y, en la continental, Port Stewart y bahía Helm El canal se va ensanchando progresivamente, siendo este el tramo de más anchura, que llega hasta los 14 km, y tras dejar atrás otra pequeña isla en la parte central del canal, la isla Betton, acaba éste en el estrecho Clarence, con una boca de unos 10 km de anchura
Desde 1907 toda la región forma parte del Bosque Nacional Tongass y todas las riberas del canal forman parte desde 1978 del Monumento Nacional Fiordos Misty, proclamado por el entonces presidente Jimmy Carter.

## Historia
Esta zona del archipiélago Alexander ya había sido explorada por rusos y, sobre todo, españoles, que habían nombrado la isla de Revillagigedo en honor de Juan Vicente de Güemes Pacheco y Padilla, 2 º Conde de Revillagigedo, entonces virrey de la Nueva España (México).
El canal de Behm fue nombrado por el británico George Vancouver, en 1793, en honor de Magnus von Behm, que era el gobernador de Kamchatka en 1779 cuando la flota de dos barcos de la tercera expedición de James Cook, en cuya tripulación se encontraba Vancouver, llegó a Petropavlovsk poco después de que el mismo Cook hubiese sido asesinado en Hawái. Fue el propio Behm el que hizo llevar la noticia de la muerte de Cook a Europa.
El canal de Behm es también el hogar de una zona de pruebas de submarinos de la Marina de los Estados Unidos, que utilizan el área para garantizar que los submarinos logren viajar en el modo más silencioso posible. 